# Battaglia di Ueno
La battaglia di Ueno (上野戦争?) avvenne il 4 luglio 1868 (Meiji 1, 15º giorno del 5º mese), durante la Guerra Boshin, fra le truppe dello Shōgitai sotto il comando di Shibusawa Seiichirō e di Amano Hachirō, e le truppe imperiali del "Kangun".
Anche se lo Shōgitai era formato principalmente da ex servitori di Tokugawa e da residenti delle province circostanti, alcuni domini sostenevano lo Shōgitai, come lo han di Takada (Provincia di Echigo, 150 000 koku), lo han di Obama (Provincia di Wakasa, 103 000 koku), lo han di Takasaki (Provincia di Kōzuke, 52 000 koku) e lo han di Yūki (Provincia di Shimosa, 18 000 koku).
Di fronte a loro c'erano le forze combinate dei domini di Chōshū, Ōmura, Sadowara, Hizen, Chikugo, Owari, Bizen, Tsu, Inaba e Higo, sotto il comando generale di Ōmura Masujirō di Chōshū.
Shibusawa e Amano fecero insediare inizialmente a Ueno lo Shōgitai forte di 2 000 uomini per proteggere Tokugawa Yoshinobu, che era, al tempo, in un confino autoimposto nel Tempio di Kan'ei-ji a Ueno, nonché il principe Rinnōji no Miya Yoshihisa, che era l'abate del tempio, e doveva diventare il nuovo condottiero dinastico della resistenza Tokugawa come "imperatore Tōbu".
Dalla loro base, gli Shōgitai avevano continuato a incalzare le truppe imperiali, creando problemi a Edo e costringendo quindi il lato imperiale, benché inferiore di numero, a passare all'azione.

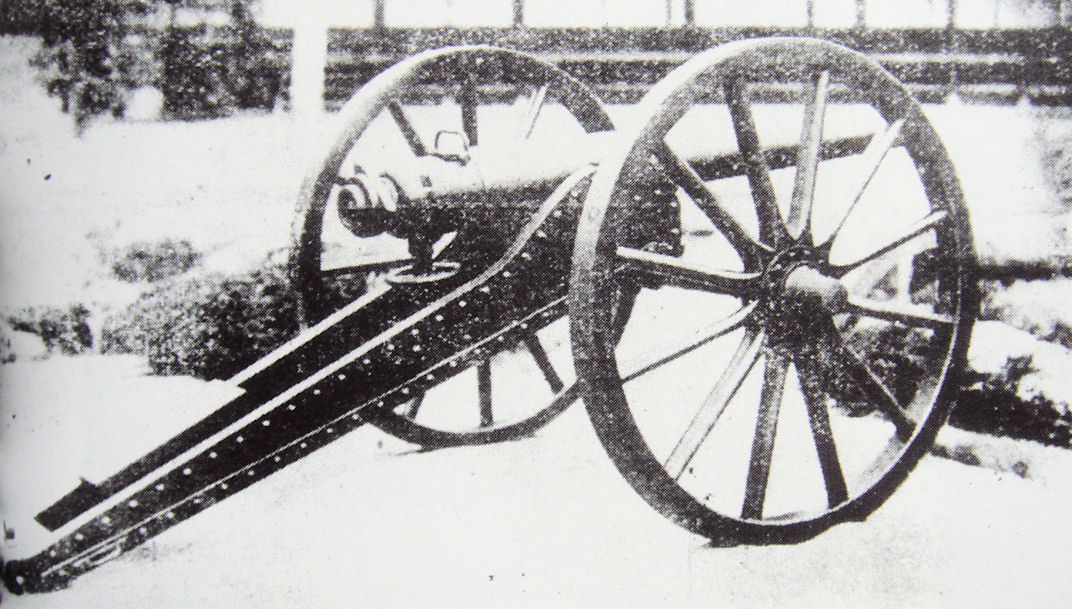
Cannone Armstrong usato dalle truppe del Dominio di Saga nella battaglia di Ueno contro gli Shōgitai dello Shogunato.

Gli Shōgitai si impadronirono delle posizioni intorno a Kan'ei-ji (寛永寺; un importante tempio della famiglia Tokugawa) e del vicino Santuario di Nezu (根津神社). Quando la battaglia incominciò, le forze di Satsuma, guidate da Saigō Takamori, attaccarono a testa bassa presso la porta, ma furono fermate dalle forze dello Shōgitai, che erano superiori di numero. Le forze di Satsuma subirono pesanti perdite, fino a quando le forze di Chōshu riuscirono a sferrare un secondo attacco dalle retrovie, che sbloccò lo stallo tattico. Mentre gli Shōgitai organizzavano una strenua resistenza, le truppe di Tosa usarono anche i cannoni Armstrong e Snider con effetti devastanti, ponendo così termine all'ultimo centro di resistenza a Edo. Secondo Saigō Takamori:
(Saigō Takamori)

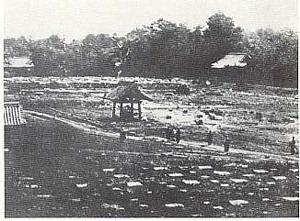
Devastazione di Ueno dopo la battaglia. Fotografia del 1868.

Rinnōji no Miya fuggì, raggiungendo la nave da guerra Chogei-maru di Enomoto Takeaki e venendo sbarcato più a nord, sulla costa del Pacifico. Si dice che Harada Sanosuke dello Shinsengumi si fosse unito allo Shōgitai e che morì subito dopo questa battaglia. Si dice anche circa 300 Shōgitai siano periti nella battaglia, oltre a un migliaio di case circostanti che presero fuoco come danni collaterali.

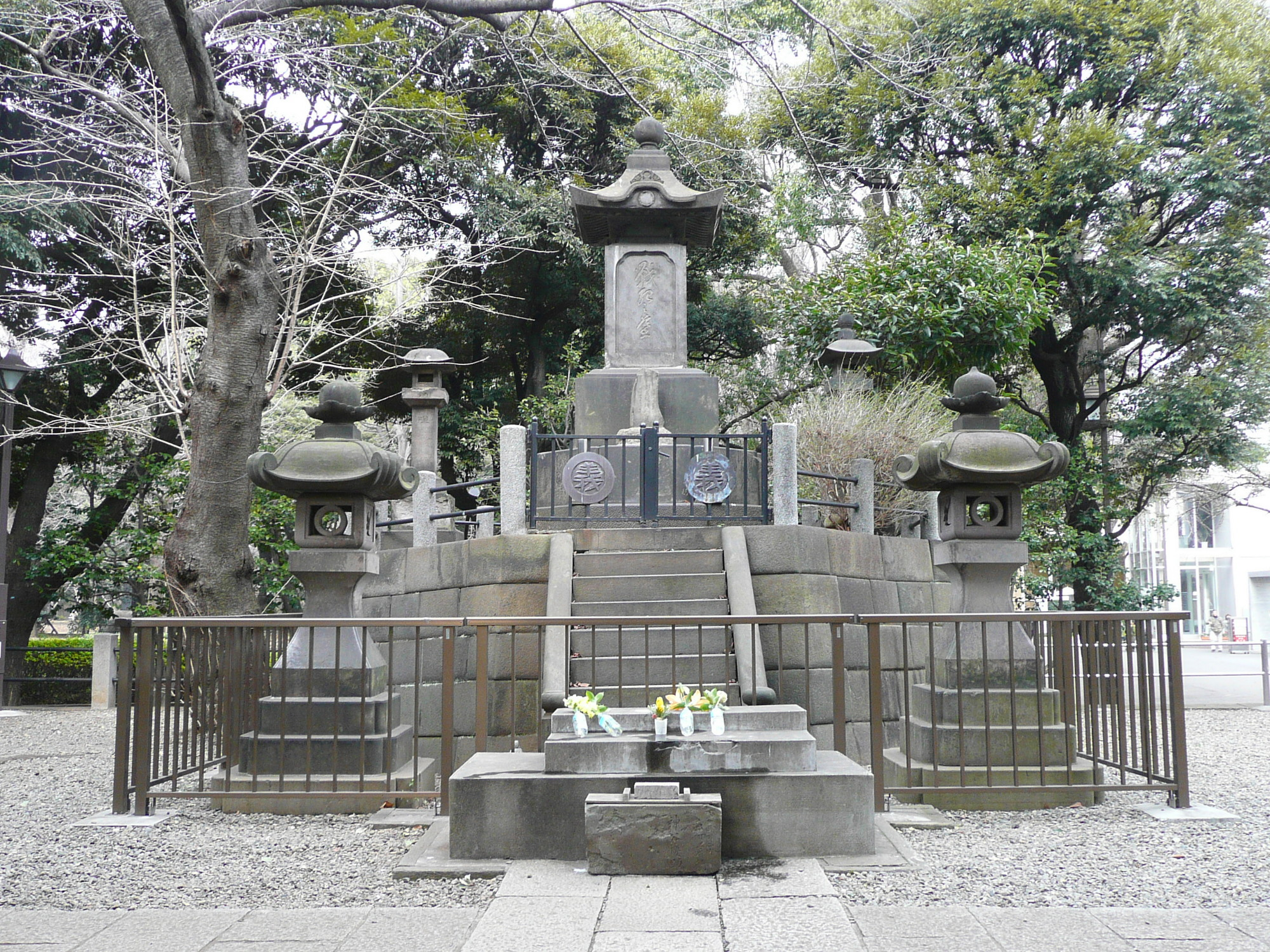
Monumento funebre dello Shōgitai nel Parco di Ueno.

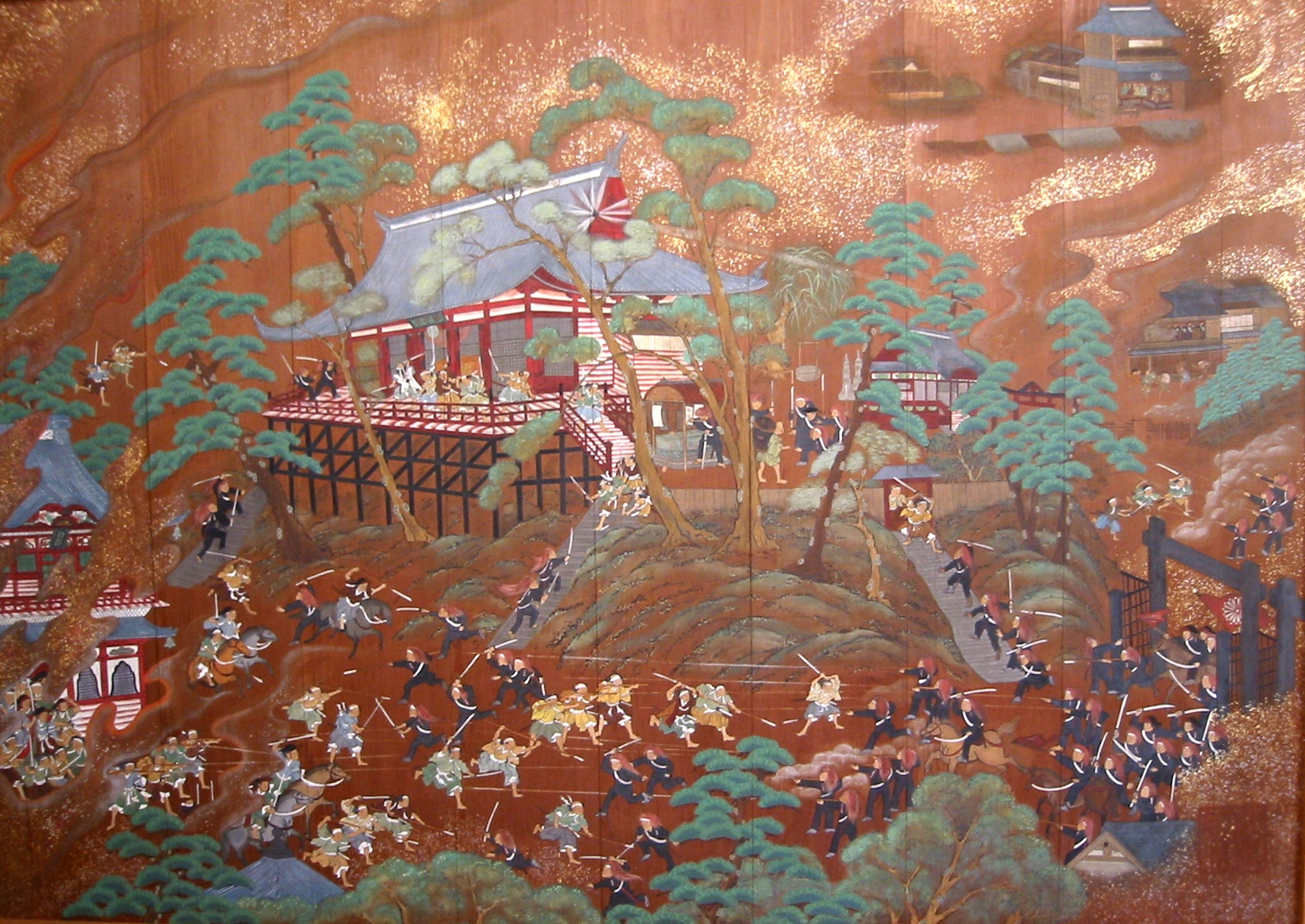
Dipinto della battaglia di Ueno presso il Tempio di Kan'eiji.